# Techeetah Formula E Team
Techeetah Formula E Team fue un equipo chino de automovilismo creado para competir en el campeonato de Fórmula E organizado por la Federación Internacional del Automóvil (FIA).
El equipo entró en el deporte tras la adquisición de equipo Team Aguri Formula E Team. Debutó con Renault como suministrador de motores para la temporada de debut de Techeetah, logrando varios podios y una victoria.
El equipo siguió en crecimiento. En la segunda temporada, Vergne ganó cuatro carreras y obtuvo el campeonato con una carrera de anticipación. En el campeonato de equipos, Techeetah fue segundo a dos puntos de Audi Sport ABT Schaeffler.
Para 2018-19, Techeetah se asoció con DS Automobiles, siendo su nuevo suministrador de las unidades de potencia. Vergne repitió campeonato, esta vez con tres victorias, y en esta ocasión el equipo también fue campeón con casi 20 puntos de ventaja sobre Audi Sport.

## Historia
Tras la compra del equipo Team Aguri por parte de China Media Capital, el equipo comenzó su andadura en la Fórmula E en la temporada 2016-17. Gran parte del personal senior que había formado parte del Team Aguri, conservó su puesto en Techeetah, incluido Mark Preston, quien pasaría a ser team leader del equipo. En julio de 2016, Jean-Éric Vergne y Ma Qing Hua fueron confirmados como pilotos del equipo, que estaría potenciado por los motores de Renault.

### Temporada 2016-17
En esta primera temporada del equipo en la competición, Vergne logró subirse al podio con un segundo puesto en el ePrix de Buenos Aires.
En marzo de 2017, el equipo anunció al Esteban Gutiérrez, ex-piloto de Fórmula 1, como sustituto de Ma Qing Hua. Sin embargo, tras tres carreras con Techeetah, Gutiérrez abandonó el equipo al conseguir una oportunidad para competir en la IndyCar de la mano de Dale Coyne Racing. Esto llevó a que el equipo firmase con Stéphane Sarrazin para lo que quedaba de temporada.

### Temporada 2017-18
Para su segunda temporada, Techeetah firmó a André Lotterer como compañero de Jean-Éric Vergne. El francés ganó cuatro carreras y se llevó el campeonato con una carrera de anticipación. Para ello fue decisiva la regularidad, dado que Vergne puntuó en cada una de las carreras, acumulando 198 puntos para el final de la temporada. En el campeonato de equipos, Techeetah fue segundo a dos puntos de Audi Sport ABT Schaeffler.

### Temporada 2018-19
Para 2018-19, Peugeot Sport y DS Automobiles se asociaron con Techeetah y el equipo pasó a llamarse DS Techeetah. La marca francesa pasó a ser el suministrador de las unidades de potencia, abandonando el anterior powertrain de Renault, lo que supuso que el equipo pasase a ser también fabricante con su DS E-TENSE. Para octubre de 2018, la nueva sede del equipo se encontraba operativa en Versalles. James Rossiter y Zhou Guanyu se convirtieron en los pilotos de pruebas y desarrollo para el equipo.
El equipo repitió alineación con respecto a la temporada anterior. En la primera de las dos carreras en Nueva York, Vergne se aseguró repetir campeonato, esta vez con tres victorias. En esta ocasión DS Techeetah fue, por primera vez, campeón de equipos, con casi 20 puntos de ventaja sobre Audi Sport.
Al final de la temporada, André Lotterer anunció su marcha del equipo, que supondría su posterior llegada a Porsche.

### Temporada 2019-20
En septiembre de 2019, se anunció la llegada de António Félix da Costa como sustituto de Lotterer tras su marcha a Porsche. Por otro lado, la firma de un contrato de larga duración en 2018 aseguró la continuidad de Vergne.
Debido a las restricciones por la pandemia de COVID-19, la temporada finalizó con una serie de seis carreras en el aeropuerto de Tempelhof, Berlín en un período de nueve días. El equipo demostró gran superioridad en las carreras, logrando cuatro de las seis poles y tres victorias, incluidas dos de Da Costa en las dos primeras carreras de Berlín que, junto a su primera posición en Marrakesh, le hacían colocarse con tres victorias consecutivas.
Tras un dominio consolidado, Da Costa se hizo con el campeonato con 158 puntos, lejos de Vandoorne, que, en segunda posición, acumuló 87, un punto por encima de Jean-Éric Vergne, que terminó tercero. En consecuencia, DS Techeetah fue campeón de equipos.

### Temporada 2020-21
El equipo repitió alineación en la temporada 2020-21 y decidió comenzar la temporada con su tren de potencia de 2019-20, el cual sustituyeron por un nuevo powertrain en el ePrix de Roma. El equipo terminó tercero en el campeonato de equipos.

### Temporada 2021-22
Por tercer año consecutivo, António Félix da Costa y Jean-Éric Vergne fueron los pilotos de DS Techeetah. Para esta temporada, fue registrado como equipo francés, aunque la propiedad se mantuvo en manos de SECA y China Media Capital.

## Monoplazas
La siguiente galería muestra los modelos utilizados por Techeetah en Fórmula E.
|                                 |
| Spark-Renault Z.E. 16 (2016-17) |

|                                 |
| Spark-Renault Z.E. 16 (2017-18) |

|                                 |
| Spark-Renault Z.E. 16 (2018-19) |

## Resultados

### Fórmula E
(Clave) (negrita indica pole position) (cursiva indica vuelta rápida)

| Temp.   | Chasis                 | Neu. | N.º | Pilotos                | 1   | 2   | 3   | 4   | 5   | 6   | 7   | 8   | 9   | 10  | 11  | 12  | 13  | 14 | Puntos | Pos. |
| ------- | ---------------------- | ---- | --- | ---------------------- | --- | --- | --- | --- | --- | --- | --- | --- | --- | --- | --- | --- | --- | -- | ------ | ---- |
| 2016-17 | Spark-Renault Z.E. 16  | M    |     |                        | HKG | MAR | BUE | MEX | MON | PAR | BER | BER | NYC | NYC | MTR | MTR |     |    | 156    | 5.º  |
| 2016-17 | Spark-Renault Z.E. 16  | M    | 25  | Jean-Éric Vergne       | Ret | 8   | 2   | 2   | Ret | Ret | 8   | 6   | 2   | 8   | 2   | 1   |     |    | 156    | 5.º  |
| 2016-17 | Spark-Renault Z.E. 16  | M    | 33  | Ma Qing Hua            | Ret | 15  | 16  |     |     |     |     |     |     |     |     |     |     |    | 156    | 5.º  |
| 2016-17 | Spark-Renault Z.E. 16  | M    | 33  | Esteban Gutiérrez      |     |     |     | 10  | 8   | 12  |     |     |     |     |     |     |     |    | 156    | 5.º  |
| 2016-17 | Spark-Renault Z.E. 16  | M    | 33  | Stéphane Sarrazin      |     |     |     |     |     |     | 11  | 14  | 3   | 12  | 3   | 8   |     |    | 156    | 5.º  |
| 2017-18 | Spark-Renault Z.E. 17  | M    |     |                        | HKG | HKG | MAR | SAN | MEX | PDE | ROM | PAR | BER | ZUR | NYC | NYC |     |    | 262    | 2.º  |
| 2017-18 | Spark-Renault Z.E. 17  | M    | 18  | André Lotterer         | DSQ | 13  | Ret | 2   | 13  | 12  | 3   | 6   | 9   | 4   | 7   | 9   |     |    | 262    | 2.º  |
| 2017-18 | Spark-Renault Z.E. 17  | M    | 25  | Jean-Éric Vergne       | 2   | 4   | 5   | 1   | 5   | 1   | 5   | 1   | 3   | 10  | 5   | 1   |     |    | 262    | 2.º  |
| 2018-19 | Spark-DS E-Tense FE 19 | M    |     |                        | ADD | MAR | SAN | MEX | HKG | SNY | ROM | PAR | MON | BER | BRN | NYC | NYC |    | 222    | 1.º  |
| 2018-19 | Spark-DS E-Tense FE 19 | M    | 25  | Jean-Éric Vergne       | 2   | 5   | Ret | 13  | 13  | 1   | 14  | 6   | 1   | 3   | 1   | 15  | 7   |    | 222    | 1.º  |
| 2018-19 | Spark-DS E-Tense FE 19 | M    | 36  | André Lotterer         | 5   | 6   | 13  | 5   | 14  | 4   | 2   | 2   | 7   | Ret | 14  | 17  | Ret |    | 222    | 1.º  |
| 2019-20 | Spark-DS E-Tense FE 20 | M    |     |                        | DIR | DIR | SAN | MEX | MAR | BER | BER | BER | BER | BER | BER |     |     |    | 244    | 1.º  |
| 2019-20 | Spark-DS E-Tense FE 20 | M    | 13  | António Félix da Costa | 14  | 10  | 2   | 2   | 1   | 1   | 1   | 4   | 2   | Ret | 9   |     |     |    | 244    | 1.º  |
| 2019-20 | Spark-DS E-Tense FE 20 | M    | 25  | Jean-Éric Vergne       | Ret | 8   | Ret | 4   | 3   | NC  | 10  | 3   | 1   | 18  | 7   |     |     |    | 244    | 1.º  |
| Fuente: |                        |      |     |                        |     |     |     |     |     |     |     |     |     |     |     |     |     |    |        |      |

- * Temporada en progreso.